# Henning aus dem Winckel
Karl Hans Henning aus dem Winckel, auch Winckel-Logau (* 27. Mai 1863 in Ober Heidersdorf, Kreis Lauban; † 16. September 1925 in Magdeburg), war ein deutscher Politiker. Er war Rittergutsbesitzer und von 1916 bis 1918 Mitglied des Deutschen Reichstags.

## Herkunft
Hennings Vater war der Gutsbesitzer zu Ober-Heidersdorf, Oswald sen. aus dem Winckel (* 1825; † 1866), seine war Mutter Agnes von Sprenger (* 1831; † 1922), Tochter des Gutsherrn Heinrich Wilhelm von Sprenger-Lieben (* 1783; † 1859) und der Eleonore von Mellisch (eigentlich Mellish of Blyth) (* 1806; † 1891). Die Mutter lebte später als Witwe in Dresden. Henning hatte mehrere Geschwister, Erich (* 1859; † 1933) heiratete Hedwig von Zychlinska. Bruder Oswald (* 1860; † 1939) wurde Landrat. Zwei Geschwister waren 1855 früh gestorben. Der jüngste Bruder war Hans (* 1866; † nach 1914), der unverheiratet blieb und in Berlin lebte.

## Leben
Winckel besuchte, wie zuvor sein älterer Bruder Oswald, das Vitzthumsche Gymnasium in Dresden und studierte von 1883 bis 1886 Jura an der Universität Leipzig. Anschließend meldete er sich für einen freiwilligen Dienst als Reserveoffizier, zuletzt vor Ausbruch des Krieges als Rittmeister der Reserve im Garde-Reiter-Regiment. Als solcher nahm er später im Rang eines Majors ab 1914 am Ersten Weltkrieg teil. Danach wurde er Gerichtsreferendar und von 1892 bis 1894 war er schließlich Gerichtsassessor. Im Anschluss absolvierte Winckel-Logau bis 1894 eine landwirtschaftliche Ausbildung. Ab 1896 betrieb er sein 263 Hektar großes Rittergut in Logau und ein 287 Hektar großes in Schlesisch-Hangsdorf. 1907 war er Assessor a. D. Er bekam später ehrenhalber einen Doktortitel verliehen.
Winckel-Logau trat 1912 bei der Wahl zum Deutschen Reichstag an, wurde aber nicht gewählt. Nach dem Tod des Reichstagsabgeordneten Georg Oertel fand eine Nachwahl statt, bei der er als Kandidat der Deutschkonservativen Partei in den Reichstag gewählt wurde. Er vertrat dort den Wahlkreis Breslau 4 (Namslau, Brieg). Ebenfalls von 1915 bis 1918 war er Mitglied des Preußischen Abgeordnetenhauses (Wahlkreis Glogau – Lüben). Zeitgleich war er im Engeren Vorstand des Bundes der Landwirte, nachfolgend stellvertretender Vorsitzender.

## Familie
Henning aus dem Winckel heiratete 1888 in Leipzig Alice Kästner (* 1865 in Leipzig; † 1940 in Welkersdorf), Tochter der Marianne Doerffel und des Großkaufmanns Karl Robert Kästner, Mitglied des Handelsgerichts am Bezirksgericht Leipzig. Sie hatten einen Sohn, Hinz-Henning aus dem Winckel (* 1897; † 1940). Dieser ging zunächst auf das Gymnasium in Bautzen, dann auf die Ritterakademie Brandenburg, als Zögling Nr. 1846. Seine bekanntesten Mitschüler dort waren Udo von Alvensleben-Wittenmoor, Ludolf Jakob von Alvensleben, Wolfgang Gans Edler zu Putlitz und Hans von Rochow-Stülpe. Nach dem Studium wurde er Rechtsanwalt, Gutsbesitzer im schlesischen Welkersdorf und Offizier, in beiden Weltkriegen. Er starb als Rittmeister einer Radfahrschwadron in Frankreich. Er war nicht verheiratet.